# Canton d'Alès-Nord-Est
Le canton d'Alès-Nord-Est est une ancienne division administrative du département du Gard, dans l'arrondissement d'Alès.
Le canton a été créé en 1973 par division du canton d'Alès-Est en 2 cantons.
Il a été supprimé lors du redécoupage cantonal de 2014 ayant pris effet en mars 2015.

## Composition
Il était composé des communes suivantes :
| Nom                        | Code Insee | Intercommunalité      | Population (dernière pop. légale)               |
| -------------------------- | ---------- | --------------------- | ----------------------------------------------- |
| Alès (chef-lieu)           | 30007      | CA Alès Agglomération | Fraction : 11 280(2012) Commune : 39 993 (2014) |
| Rousson                    | 30223      | CA Alès Agglomération | 3 967 (2014)                                    |
| Saint-Julien-les-Rosiers   | 30274      | CA Alès Agglomération | 3 295 (2014)                                    |
| Saint-Martin-de-Valgalgues | 30284      | CA Alès Agglomération | 4 325 (2014)                                    |

Il inclut les quartiers d'Alès suivants :
- Clavières
- Chantilly
- Bruèges
- Croupillac
- Pont-de-Grabieux
- Tamaris
- Les Cévennes
- Les Allemandes

## Historique
Avant de prendre sa forme actuelle, le canton a été intégré à d'autres territoires au cours de son histoire.
Entre 1793 et 1858, il était une partie de 2 cantons, celui de Saint-Martin-de-Valgalgues et celui d'Alès.
Les 2 cantons de Saint-Martin-de-Valgalgues et d'Alès fusionnent en 1858 pour devenir 2 autres cantons, celui d'Alès-Ouest (supprimé en 2015) et celui d'Alès-Est (supprimé en 1973).

## Administration
| Période | Période | Identité                       | Étiquette | Qualité |
| ------- | ------- | ------------------------------ | --------- | --- |
| 1973    | 1992    | Henri Valy                     | PCF       | Employé Adjoint au maire d'Alès Ancien conseiller général du Canton d'Alès-Ouest (1967-1973) Député suppléant de la 4e circonscription du Gard (1973-1978) |
| 1992    | 2015    | Jacky Valy (fils du précédent) | PCF       | Maire de Saint-Julien-les-Rosiers (1977-1995) Vice-président du Conseil général Elu en 2015 dans le Canton de Rousson                                      |

## 2 photos du canton
|  |  |

## Démographie
| 1975 | 1982 | 1990   | 1999   | 2006   | 2011   | 2012   |
| ---- | ---- | ------ | ------ | ------ | ------ | ------ |
| -    | -    | 21 805 | 20 911 | 21 407 | 22 588 | 22 560 |